# Université d'État d'Haïti
L'université d'État d'Haïti (UEH) est une université publique d'Haïti située à Port-au-Prince et quelques  autres villes d'Haïti.

## Historique
Créée en 1944, l'université d'État d'Haïti est le plus grand établissement d'enseignement supérieur et de recherche du pays. 
Après des mouvements étudiants en 1960, le gouvernement de François Duvalier exerce un contrôle plus important sur l'université, et la renomme « Université d'État d'Haïti ». En 1983, l'université devient une institution indépendante selon la constitution haïtienne. Ce statut est confirmé par l’article 208, titre VI, chapitre V de la constitution de 1987.
En 1981, l'université comptait 4 099 étudiants, dont 26 % étaient dans la faculté de droit et d'économie, 25 % dans la faculté de médecine, 17 % dans la faculté d'administration et de management, et 11 % dans la faculté des sciences. Seuls 5 % des étudiants étaient dans la faculté d'agronomie et de sciences vétérinaires, malgré le profil du pays. La même année, l'université comptait 559 enseignants, contre 207 en 1967.
Parmi ses recteurs, l'université d'État d'Haïti compte notamment l'écrivain indigéniste Jean Price Mars.   
La majeure partie des locaux de l'université ont été détruits lors du tremblement de terre du 12 janvier 2010. Par ailleurs, le centre de l'UEH se trouve dans le Nord, à Limonade, dit le Campus Roi Henry Christophe de Limonade, construction réalisée sous financement de l'Union européenne par le gouvernement de la République dominicaine. Inauguré le 12 janvier 2012.

## Composantes
- Campus Henry Christophe de Limonade (UEH-CHC-L).
- Direction des études post-graduées (DEP) qui s'occupe des programmes de master et de doctorat.
- Faculté d'agronomie et de médecine vétérinaire (FAMV).
- Faculté des sciences humaines (FASCH). Cette entité comporte quatre départements d'études : Sociologie, Psychologie, Travail social et Communication sociale (fondée le 19 juin 1974). Elle est aussi d'un programme de maitrise en Populations et Développement.
- Faculté des sciences (FDS) / École d'ingénieurs et d'architectes.
- Faculté de droit et des sciences économiques (FDSE).
- Faculté d'ethnologie (FE). Elle comprend deux départements d'études (Psychologie et Socio-anthropologie) et un programme de maitrise en Sciences du développement.
- Faculté de linguistique appliquée (FLA).
- Faculté de médecine et de pharmacie / École de biologie médicale et d'optométrie (FMP/EBMO).
- Faculté d'odontologie (FO).
- Institut d'études et de recherches africaines d'Haïti (IERAH) qui devient (ISERSS), Institut supérieur d'études et de recherches en sciences sociales. Il comporte cinq départements d'études : Géographie, Histoire, Art et Archéologie, Philosophie et Sciences politiques, tourisme et patrimoine. Il comporte aussi un programme de maîtrise en "Histoire, Mémoire et Patrimoine".

- Institut national d'administration, de gestion et de hautes études internationales (INAGHEI).
- École normale supérieure de Port-au-Prince (d) (ENS).
- Les écoles de droit de province :
  - École de droit et d'économie de Port-de-Paix
  - École de droit de Hinche
  - École de droit de Jacmel
  - École de droit et des sciences économiques des Cayes
  - École de droit et des sciences économiques de Fort-Liberté
  - École de droit et des sciences économiques des Gonaïves
  - Faculté de droit, des sciences économiques et de gestion du Cap-Haïtien